# Букреївка (Леб'яженська сільрада)
Букреївка (рос. Букреевка) — село в Курському районі Курської області Російської Федерації.
Населення становить 243 особи. Входить до складу муніципального утворення Леб'яженська сільрада.

## Історія
Населений пункт розташований на території українського етнічного та культурного краю Східна Слобожанщина.
Від 2004 року входить до складу муніципального утворення Леб'яженська сільрада.

## Населення
| 2002 | 2010 |
| ---- | ---- |
| 297  | ↘243 |